# Distrito de Bukwo
El distrito de Bukwo es uno de los ochenta distritos que componen a Uganda. Bukwa se ubica al este del país, compartiendo fronteras con Kenia, lo que hace de este distrito una zona de comercio entre Uganda y el país recientemente mencionado.
Fue creado en el año 2005. Su nombre proviene de la ciudad capital del distrito, la ciudad de Bukwa. El distrito posee una población de 89 356 habitantes.